# Pristimantis vanadise
Eleutherodactylus vanadise là một loài động vật lưỡng cư trong họ Strabomantidae, thuộc bộ Anura. Loài này được La Marca mô tả khoa học đầu tiên năm 1984.